# Ручьево (Тверская область)
Ручьево — деревня в Селижаровском муниципальном округе Тверской области.

## География
Находится в западной части Тверской области на расстоянии приблизительно 19 км на запад-северо-запад по прямой от административного центра округа поселка Селижарово на западном берегу озера Волго.

## История
В 1859 году здесь (тогда деревня Пески Осташковского уезда Тверской губернии) было учтено 6 дворов, в 1941 — 5. До 2017 года входила в Шуваевского сельского поселения, с 2017 по 2020 год в составе Селищенского сельского поселения Селижаровского района до их упразднения.

## Население
Численность населения: 43 человека (1859 год), 0 как в 2002 году, так и в 2010.